# Галерия на виното (Неготино)
Галерията на виното (на македонска литературна норма: Галерија на виното) е музей, посветен на виното в тиквешкото градче Неготино, Република Македония, първият от този тип в страната.
Тиквеш е традиционен винен район на Република Македония. Галерията е разположена в двора на манастира „Свети Георги“ и е част от Музея на град Неготино. Изградена е от община Неготино и Фондация „Отворено общество“ – Македония. Целта на галерията е да опазва и излага свързаните с виното културно-исторически артефакти от региона.